# هرم هوارة

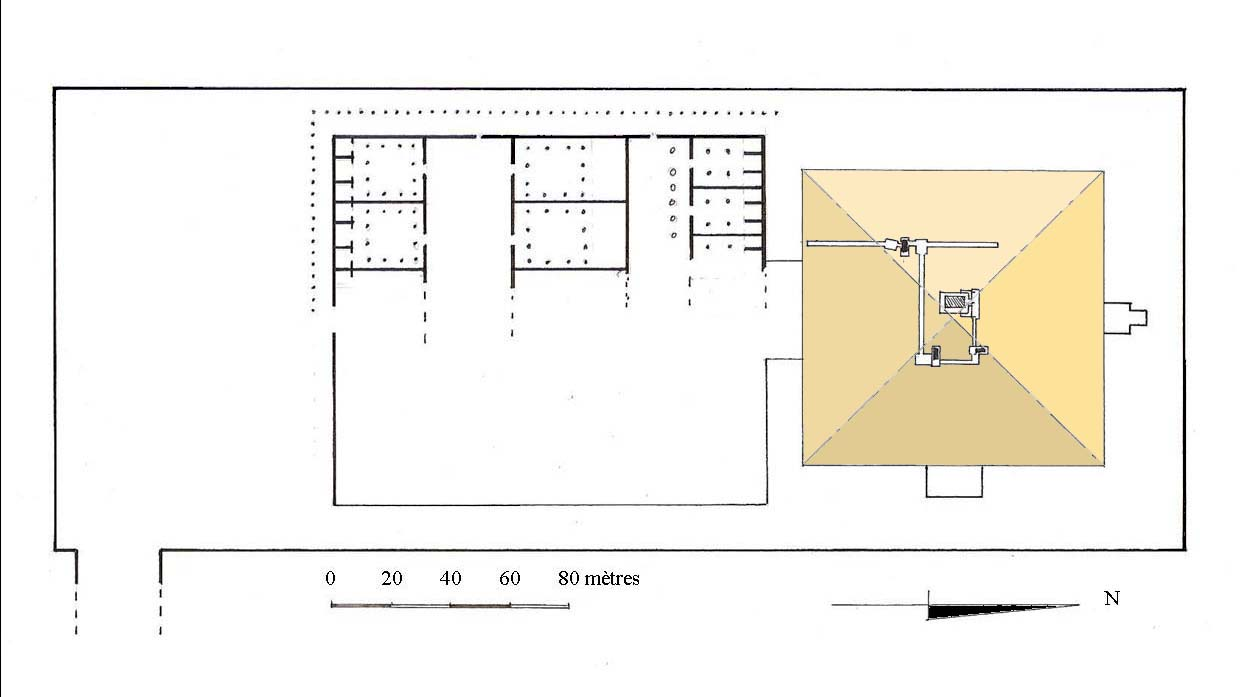
خريطة منطقة الهرم ومنشآته.

هرم هوارة هو أحد أهرامات مصر. بناه فرعون مصر إمنمحات الثالث من ملوك الأسرة 12 بقرية هوارة على بعد 9 كم جنوب شرق مدينة الفيوم. وهو من الطوب اللبن المكسي بالحجر الجيرى. كان الارتفاع الاصلي للهرم 58 متر وطول كل ضلع 105 متر، ولم يبقى من ارتفاعه الآن سوى 20 متر. ويحتوي الهرم على دهاليز وحجرات كثيرة، تنتهي بحجرة الدفن. وجد بها تابوتا حجريا ضخما من قطعة واحدة من حجر الكوارتزيت يصل وزنها إلى 110 طن. باب الغرفة كان مغلقا بحجر ضخم يغلقا ساقطا عن طريق تسريب رمل تحته إلى غرفتين صغيرتين جانبيتين. لم يستطع اللصوص دخول حجرة التابوت من هذا الباب ولكن تمكنوا من الوصول إليها عن طريق فتحة في السقف، ونهبوها وحرقوا ما فيها من أثاث جنائزي.
في منطقة الهرم توجد عزب أولاد سدرة ويقع ضمنها عزبة رأفت سدرة وتوجد مجموعة من الآثار كمقبرة الأميرة «نفروبتاح» وتقع المقبرة قبل هرم هواره بحوالي 1.5 كم على ترعة بحر يوسف. وهي مقبرة مبنية من الحجر الجيري يوجد بها تابوت من الجرانيت تم نقله إلى هيئة الآثار. وقد وجد بهذه المقبرة مائدة عليها قرابين وثلاث أواني من الفضة. وقلادة للأميرة نفرو بتاح ابنة الملك إمنمحات الثالث.
توجد بجوار هرم هوارة بقايا قصر التيه (لابيرنت) الذي كان معبدا كبيرا بناه إمنمحات الثالث وهو ملاصق للهرم وكان يضم 12 بهوا مسقوفا. ستة منها تتجه شمالاً وستة تتجه جنوباً. ولها بوابات تقابل الواحدة الأخرى. ويحيط بالبناء سور. تقدر عدد حجرات المبنى 300 حجرة نصفها أسفل الأرض بها ضريح الملك وموميات التماسيح المقدسة، ونصفها الآخر فوق سطح الأرض. ولم يبق إلا بعض آثار أعمدة الطابق العلوي ولم يكتشف الطابق السفلي حتى الآن. وتوجد جبانات من العصر المتأخر. جاء وصف قصر التيه في مخطوطة لهيرودوت المؤرخ الإغريقي عن تاريخ مصر القديم.

## الهرم
بدأ الملك أمنمحات الثالث بناء هرمه الثاني في العام 15 من حكمه وأعطاها اسم «امنمحات عنخ» ومعناها عاش امنمحات. وكان سبب بنائه للهرم الثاني أن هرمه الأول في دهشور لم يفي بمتطلباته. وتم بناء الهرم الثاني مثلما كانت بنية هرمه الأول من الطوب النيء ما عدا زاوية انحدار الهرم التي كبرت لتصبح 5و48 درجة. وكانت التغطية الخارجية للهرم مبنية كالعادة من الحجر الجيري. ولكن الهرم فقد تلك التغطية في العصور القديمة، ثم أتى التآكل المناخي على جسم الأساسي من الهرم.
كان ارتفاع الهرم أساسا 58 متر وما بقي منه الآن نحو 20 متر. وهو يعتبر آخر هرم يبنى في عهد الفراعنة بهذا الحجم الكبير.

## البنية الداخلية

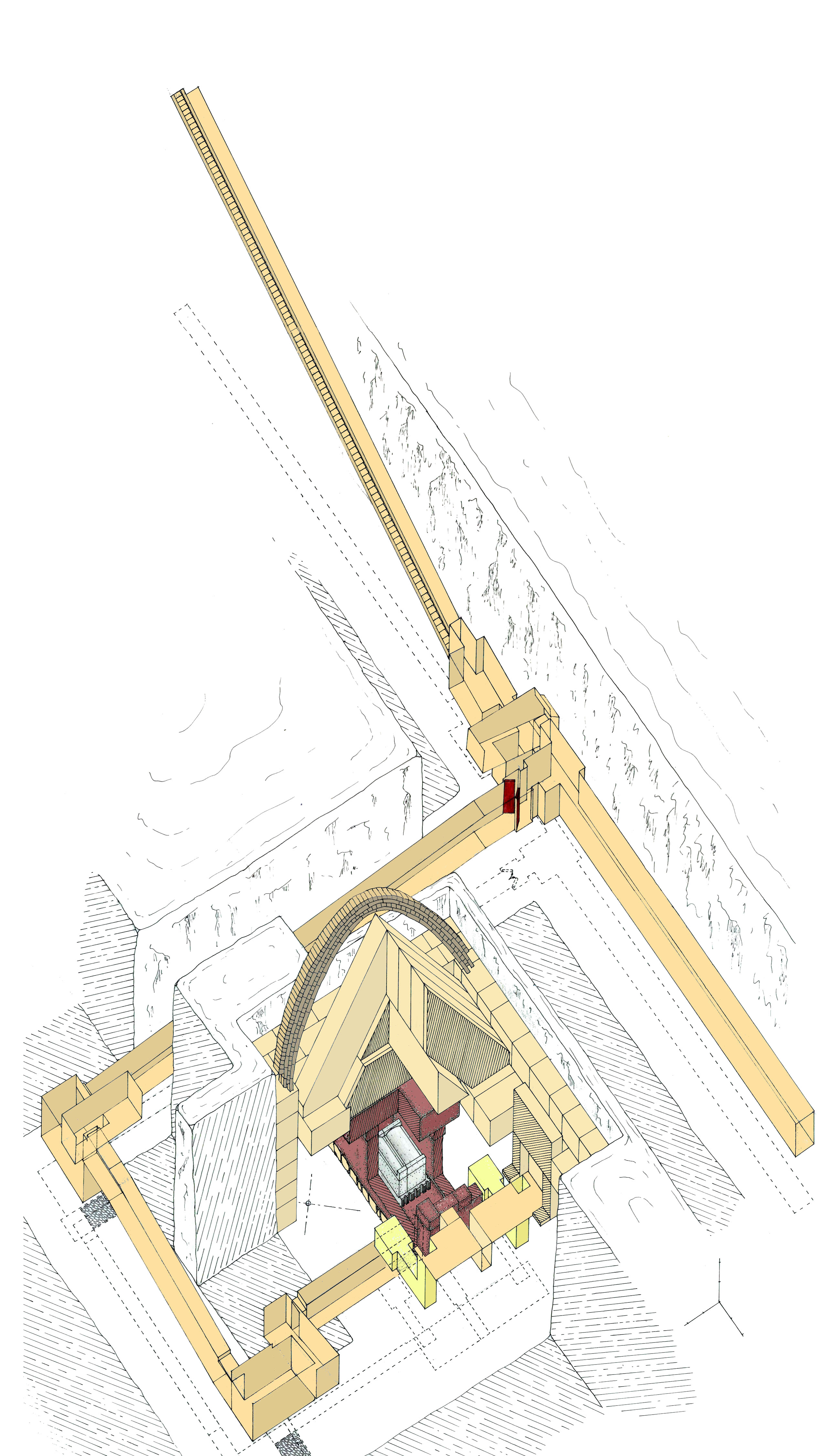
البنية الداخلية لهرم أمنمحات الثالث.

في عام 1843 كان «كارل لبسيوس» أول من اهتم بدراسة الهرم، وعثر على المعبد الجنائزي وتعرف عليه بأنه «قصر التيه» ذوي الحجرات التي يصل عددها إلى نحو 300 حجرة، وتوصل إلى أن أمنمحات الثالث هو الذي قام ببنائهما. ولكن لبسيويس لم يكتشف حجرة التابوت. وقد عثر عليه لاحقا عالم الآثار الإنجليزي «فليندرز بتري» في السنوات 1889/1888 الذي استكشف البنية الداخلية لهرم أمنمحات.
يوجد المدخل في الناحية الجنوبية منزاحة إلى الغرب ولكنه الآن مغطى بما انجرف عليه طوب وأحجار. يصل سلم من المدخل طوله 40 متر إلى أسفل وينتهي بحجرة أولى صغيرة، يتفرع منها دهليز قصير ينتهي بحائط مسدود. تخرج فتحة في سقف هذا الدهليز وتؤدي إلى دهليز آخر، وهذا الدهليز مسدود أيضا ولكن بقطعة من الحجر صخمة تزن نحو 20 طن. يوجد خلفها حجرة ثانية لها مخرجين: المخرج الأول في اتجاه الشرق نحو مركز الهرم وكان آخره مملوءا بالطين وبعض الماء، فلم يستطع «بتري» اكتشاف ما بعده، واما المخرج الثاني فهو أيضا في اتجاه الشرق ومتجها نحو مركز الهرم وينتهي بحجرة ثالثة.
توجد فتحة في سقف تلك الحجرة ويخرج منها دهليز مزود بحجر إغلاق ساقط ويتجه الدهليز إلى الشمال. وتتكرر تلك البنية ابتداء من الركن الموجود في اتجاه الشمال الشرقي، ولكن هذا الممر ينتهي بحاجز. وخلف هذا الحاجز يوصل ممر إلى غرفة وسطية، توجد في حائطها الجنوبي فتحة تؤدي إلى حجرة التابوت.
استطاع بتري اكتشاف تابوت الملك مصنوعا من حجر الكوارزيت في هيئة حوض مقاييسه
7 × 2,5 × 1,83 متر، وهو من قطعة واحدة ويصل وزنه نحو 110 طن. وقد وضع المهندسون المصريون القدماء هذا التابوت الثقيل وإثنين من الحاويات (أواني كانوبية) وتابوت آخر صغير في الحجرة قبل الانتهاء من بنائها وتعلية الهرم.
وعل الرغم من أن حجرة التابوت كانت غارقة بالماء وقت اكتشافها فقد عثر بتري على عظام في التوابيت. كما عثر على مائدة قرابين في الحجرة المجاورة لحجرة التابوت وهي مصنوعة من حجر الألبستر. ويذكر عليها اسم الأميرة نفروبتاح، ويعتقد أن التابوت الثاني كان يختصها.
كان تصميم حجرة التابوت بحيث تغلق بحجر كبير من الكوارزيت يسقط من أعلى عن طريق تسريب رمل من أسفله.

## منطقة الهرم
تحيط بهرم أمنمحات منطقة مبنية عل نظام منطقة هرم زوسر من الأسرة الثالثة. المنطقة مستطيلة الشكل وممتدة من الشمال إلى الجنوب، محاطة بسور طوله 385 متر وعرضه 158 متر. يقع الهرم في جزئها الشمالي، ويقع مدخل المنطقة عند الركن الجنوبي الشرقي من البهو. بين مدخل المنطقة والهرم كان يوجد معبد جنائزي عجيب الشكل. وصفه العالم الإغريقي «سترابون» الذي عاش 63 - 20 قبل الميلاد بأنه من عجائب الدنيا. وشبه ما به من 1500 حجرة ب «لابيرينث مينوس».
ولكن منطقة هرم هوارة استغلها الرومان بعد ذلك كمصدر لحجارة البناء، بحيث لم يبقى من المعبد الجنائزي سوى الأرضية. ووصف المؤرخ الإغريقي هيرودوت دهاليز وحجرات مغطاة، كما اكتشف الإغريقي «بلينيوس» حجرات تحتية تحت الأرض.
خلال عمليات التنقيب التي قام بها عالم الآثار البريطاني «بتري» فقد عثر أيضا على بقايا مصليين من الجرانيت عند الحافة الجنوبية للهرم. ووجد في كل واحدة منهما تمثالين للملك أمنمحات الثالث. كما يشير ما عثر عليه بتري من بقايا تماثيل أخرى إلى ازدخار هذا الهرم في القديم.
عثر في عام 1956 على مقبرة الأميرة نفروبتاح في الحنوب الغربي من الهرم. ووجد فيها التابوت من الجرانيت وأواني وعتاد جنائزي. وباكتشاف مقبرة نفروبتاح هذه أصبحت مهمة العتاد الخاص بنفروبناح الموجود داخل الهرم محل تساؤلات، ويحتاج إلى المزيد من البحث.
بالإضافة إلى تماثيل عديدة وحلي للأميرة نفروبتاح التي عثر عليها نؤتي هنا بتلك الصور للهرم واللابرنت كما وجدهما عالم الآثار البريطاني «فلندرز بتري» خلال العامين 1889/1888 . كما تم العثور على مقبرة الأميرة نفروبتاح خارج الهرم عند الحافة الجنوبية الشرقية منه، حيث عثر على حلي لها وأساور لذراعيها ورجليها، وصولجانها الذهبي (يمكن رؤية تلك الحلي في الوصلات الخارجية المرفقة بهذا المقال).

## معرض صور

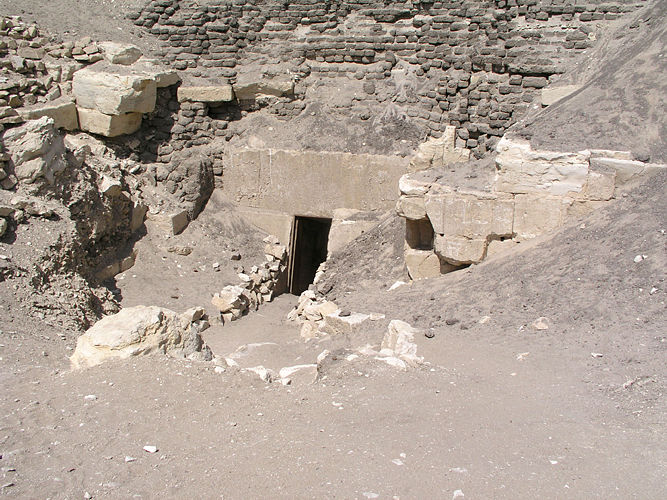
مدخل الهرم
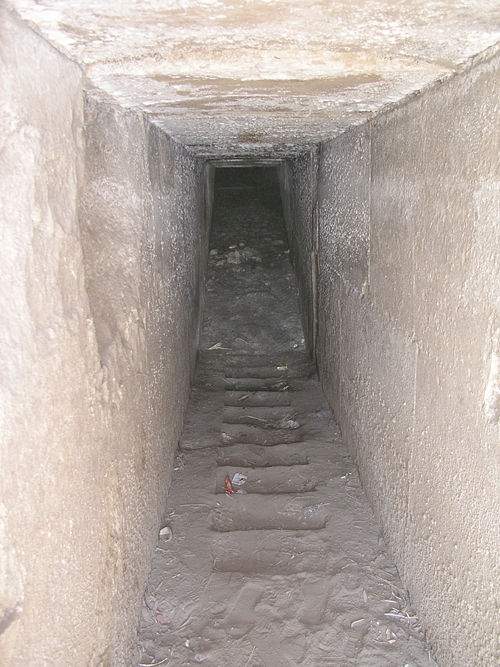
سلم الدخول إلى الحجرات
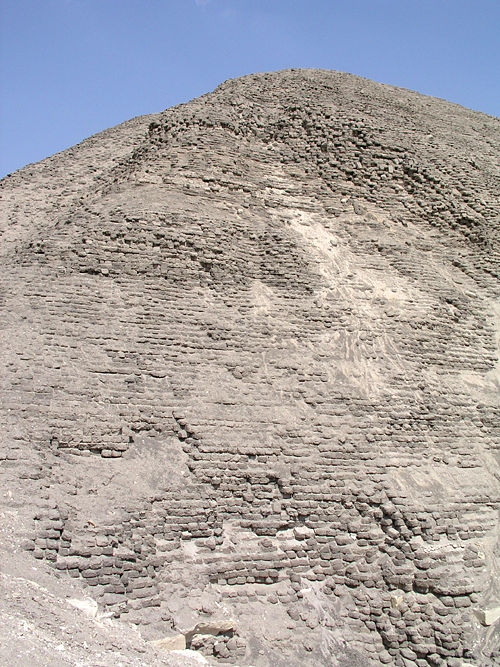
طوب البنية الداخلية للهرم
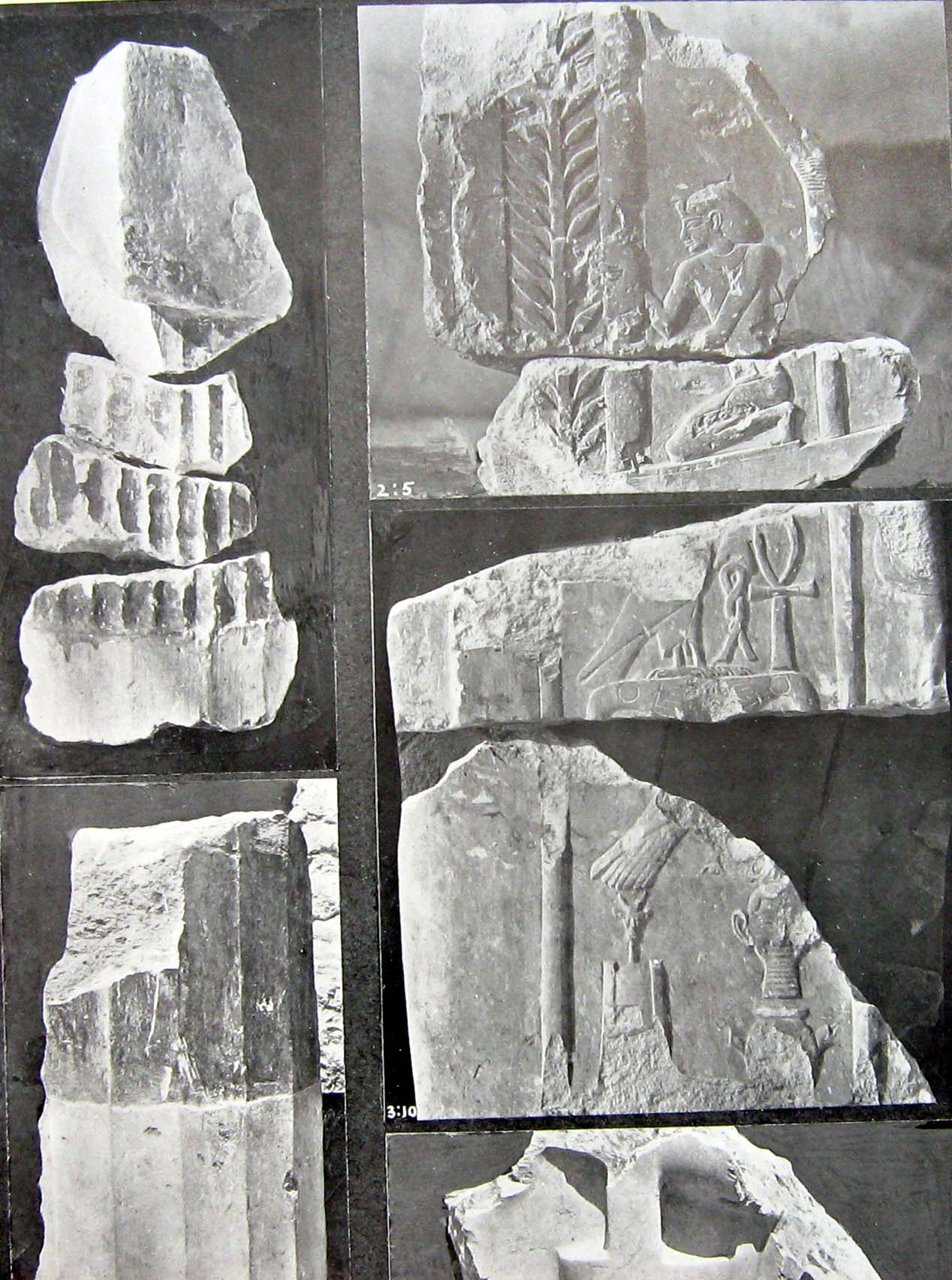
من بقايا اللابرنت
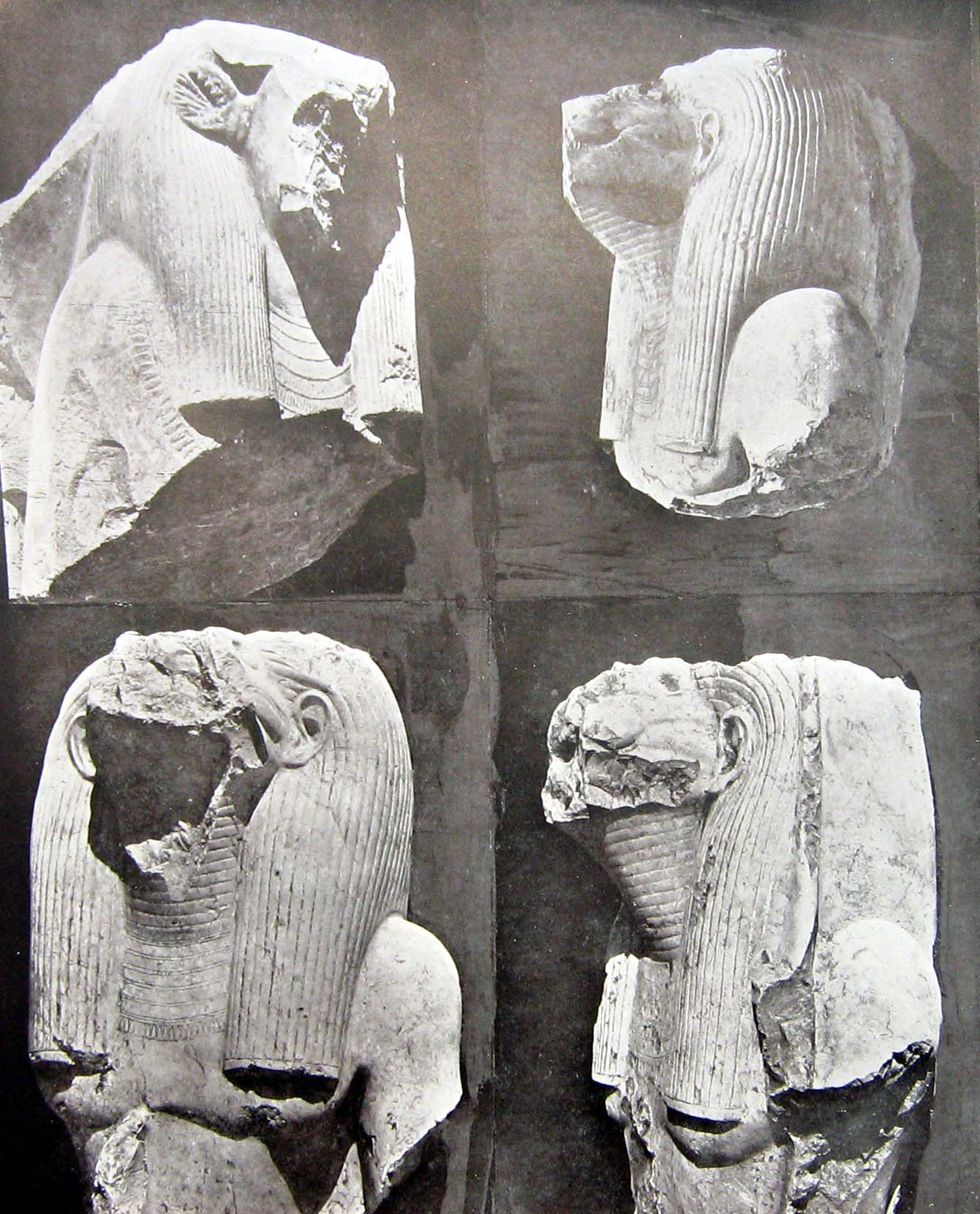
من بقايا اللابرنت
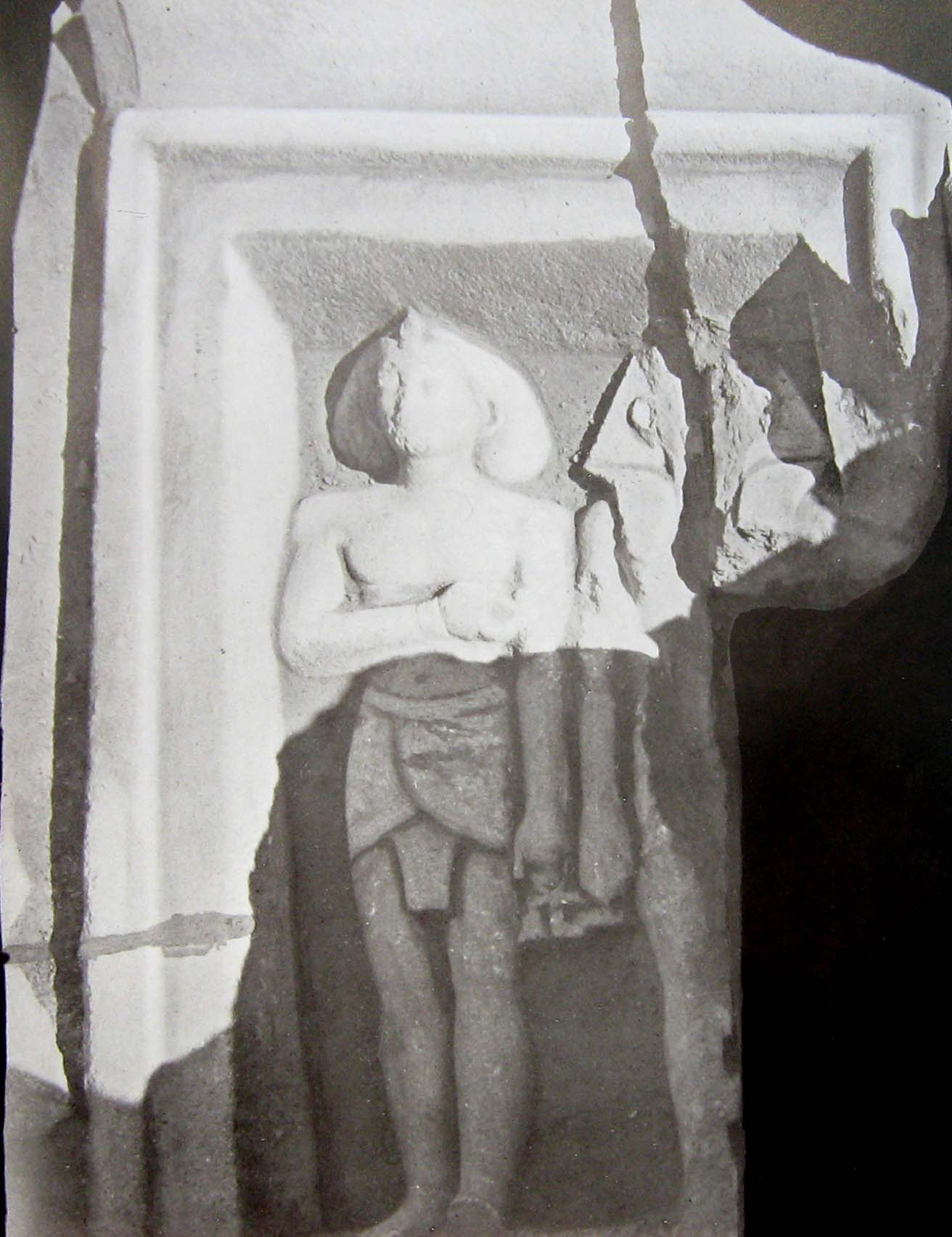
تمثال امنمحات الثالث من الجرانيت
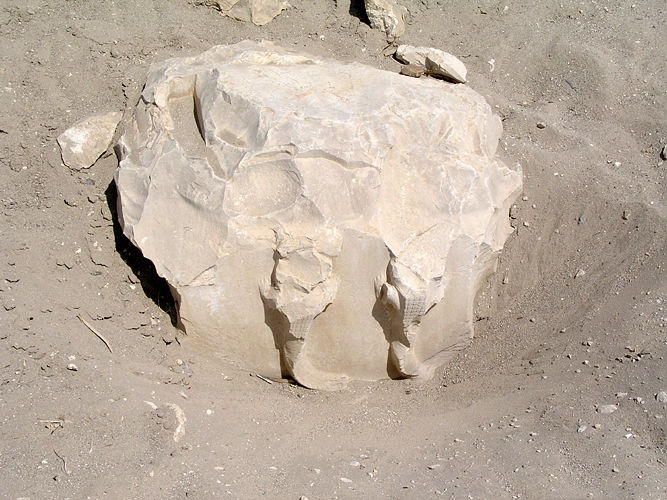
من بقايا اللابرنت
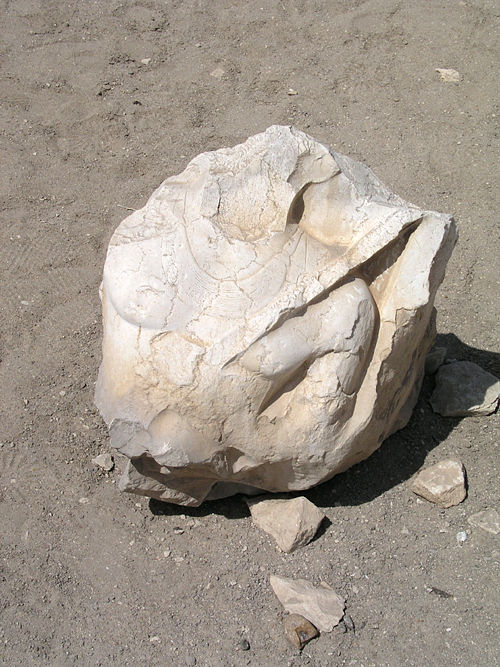
من بقايا اللابرنت
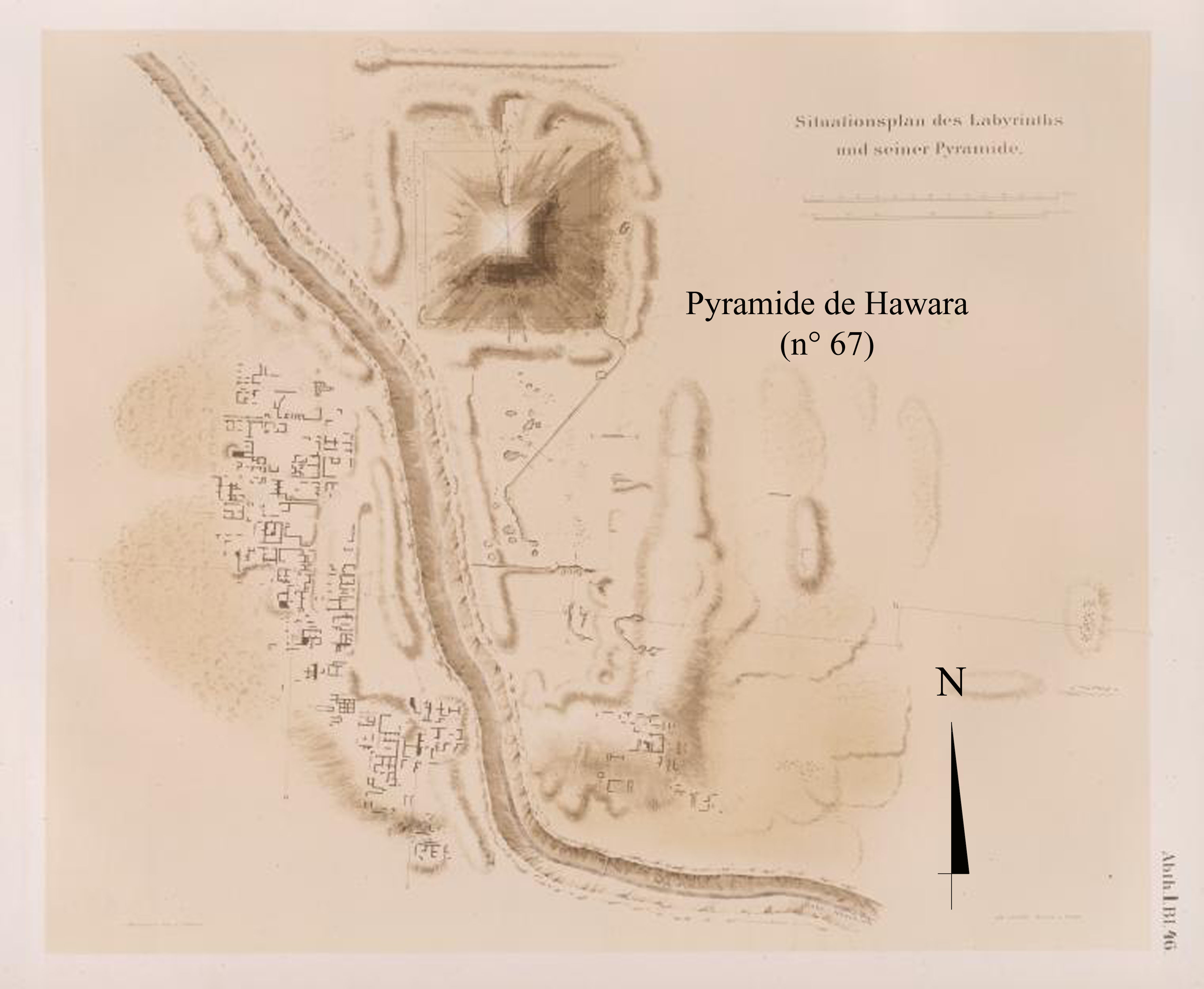
خريطة رسمها "لبسيوس" لمنطقة الهرم
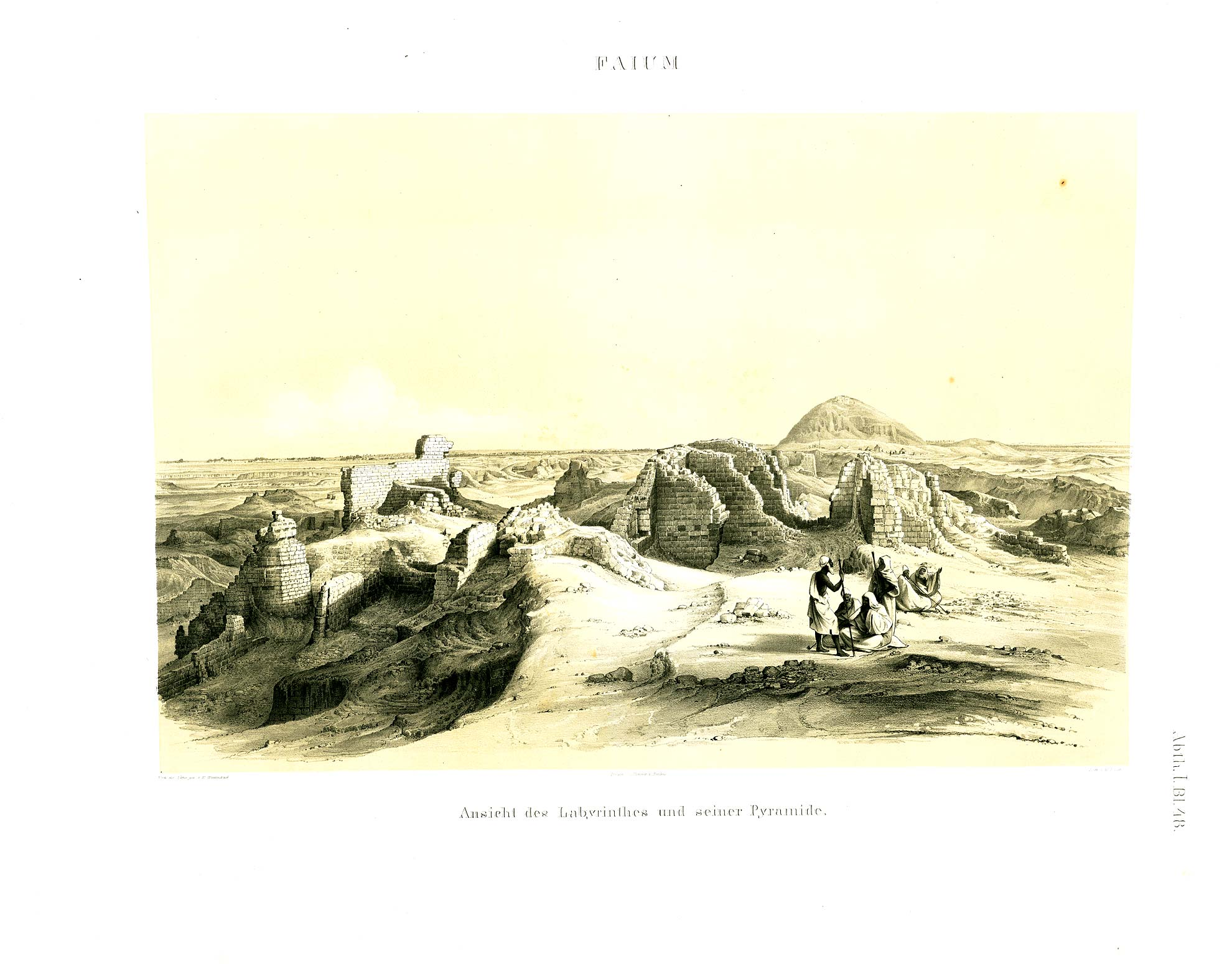
منظر اللابرنت كما وجده لبسيوس

## اقرأ أيضا
- أهرام الجيزة
- أبو الهول
- هرم سقارة
- هرم ميدوم
- مقبرة حرشف حوتب

## وصلات خارجية
- Touregypt
- Hawara-Pyramide, Riss